# Hideyuki Nakajō
Hideyuki Nakajō (仲城英幸?, Nakajō Hideyuki; Nara, 6 settembre 1968) è un pilota motociclistico giapponese, ritiratosi dall'attività agonistica.

## Carriera
Per quanto riguarda le gare del motomondiale, esordisce nel 1992, grazie ad una wild card ottenuta per gareggiare nel Gran Premio motociclistico del Giappone in classe 125 con una Honda; non riesce però a concludere la gara. Da quel momento rimarrà sempre fedele alla stessa casa motociclistica. Nel motomondiale 1993 ottiene un'altra wild card e in questo caso giunge al traguardo in ottava posizione cosa che alla fine della stagione lo fa piazzare al 28º posto nella classifica generale.
Dalla stagione 1994 le sue partecipazioni ai gran premi diventano più assidue e si piazza all'11º posto in classifica. Nel 1995 è invece 9º, suo miglior piazzamento in carriera e ultimo anno a tempo pieno; da quel momento le sue apparizioni nelle gare del mondiale tornano ad essere solo con lo status di wild card, grazie ai piazzamenti ottenuti nei singoli gran premi riesce però ad apparire nelle varie classifiche annuali: nel 1997 è 22º; nel 1999 20º (in questa occasione ottiene anche il suo miglior risultato con un secondo posto, sempre nel GP del Giappone); nel 2000 25º e nel 2002 è 28º.
Nel suo palmarès sono anche da citare i 5 titoli nazionali giapponesi ottenuti sempre in classe 125 tra il 1998 e il 2004.

## Risultati nel motomondiale
| 1992 | Classe | Moto  |     |  |  |  |  |  |  |  |  |  |  |  |  |  |  |  | Punti | Pos. |
| ---- | ------ | ----- | --- |  |  |  |  |  |  |  |  |  |  |  |  |  |  |  | ----- | ---- |
| 1992 | 125    | Honda | Rit |  |  |  |  |  |  |  |  |  |  |  |  |  |  |  | 0     |      |

| 1993 | Classe | Moto  |  |  |   |  |  |  |  |  |  |  |  |  |  |  |  |  | Punti | Pos. |
| ---- | ------ | ----- |  |  | - |  |  |  |  |  |  |  |  |  |  |  |  |  | ----- | ---- |
| 1993 | 125    | Honda |  |  | 8 |  |  |  |  |  |  |  |  |  |  |  |  |  | 8     | 28º  |

| 1994 | Classe | Moto  |    |    |   |     |    |     |   |     |    |    |   |   |     |   |  |  | Punti | Pos. |
| ---- | ------ | ----- | -- | -- | - | --- | -- | --- | - | --- | -- | -- | - | - | --- | - |  |  | ----- | ---- |
| 1994 | 125    | Honda | 15 | 11 | 3 | Rit | 11 | Rit | 9 | Rit | 11 | 11 | 8 | 6 | Rit | 8 |  |  | 70    | 11º  |

| 1995 | Classe | Moto  |   |    |   |    |   |    |   |    |   |   |    |    |    |  |  |  | Punti | Pos. |
| ---- | ------ | ----- | - | -- | - | -- | - | -- | - | -- | - | - | -- | -- | -- |  |  |  | ----- | ---- |
| 1995 | 125    | Honda | 7 | 12 | 4 | 17 | 6 | 11 | 8 | 11 | 5 | 5 | 12 | 10 | 12 |  |  |  | 88    | 9º   |

| 1997 | Classe | Moto  |  |   |  |  |  |  |  |  |  |  |  |  |  |  |  |  | Punti | Pos. |
| ---- | ------ | ----- |  | - |  |  |  |  |  |  |  |  |  |  |  |  |  |  | ----- | ---- |
| 1997 | 125    | Honda |  | 3 |  |  |  |  |  |  |  |  |  |  |  |  |  |  | 16    | 22º  |

| 1999 | Classe | Moto  |  |   |  |  |  |  |  |  |  |  |  |  |  |  |  |  | Punti | Pos. |
| ---- | ------ | ----- |  | - |  |  |  |  |  |  |  |  |  |  |  |  |  |  | ----- | ---- |
| 1999 | 125    | Honda |  | 2 |  |  |  |  |  |  |  |  |  |  |  |  |  |  | 20    | 20º  |

| 2000 | Classe | Moto  |  |  |   |  |  |  |  |  |  |  |  |  |  |  |  |  | Punti | Pos. |
| ---- | ------ | ----- |  |  | - |  |  |  |  |  |  |  |  |  |  |  |  |  | ----- | ---- |
| 2000 | 125    | Honda |  |  | 7 |  |  |  |  |  |  |  |  |  |  |  |  |  | 9     | 25º  |

| 2001 | Classe | Moto  |     |  |  |  |  |  |  |  |  |  |  |  |     |  |  |  | Punti | Pos. |
| ---- | ------ | ----- | --- |  |  |  |  |  |  |  |  |  |  |  | --- |  |  |  | ----- | ---- |
| 2001 | 125    | Honda | Rit |  |  |  |  |  |  |  |  |  |  |  | Rit |  |  |  | 0     |      |

| 2002 | Classe | Moto  |  |  |  |  |  |  |  |  |  |  |  |  |    |  |  |  | Punti | Pos. |
| ---- | ------ | ----- |  |  |  |  |  |  |  |  |  |  |  |  | -- |  |  |  | ----- | ---- |
| 2002 | 125    | Honda |  |  |  |  |  |  |  |  |  |  |  |  | 10 |  |  |  | 6     | 28º  |

| Legenda | 1º posto        | 2º posto            | 3º posto            | A punti      | Senza punti        | Grassetto – Pole position Corsivo – Giro più veloce |
| Legenda | Gara non valida | Non qual./Non part. | Ritirato/Non class. | Squalificato | '-' Dato non disp. | Grassetto – Pole position Corsivo – Giro più veloce |